# Зоман
Зома́н — органічна сполука, пінаколіновий етер метилфторофосфонатної кислоти складу CH3P(O)(F)OCH(CH3)С(CH3)3. За звичайних умов є безбарвною рідиною із фруктовим запахом, надзвийчано токсичною. У військовій справі застосовується як бойова отруйна речовина нервово-паралітичної дії.
Зоман був синтезований наприкінці 1944 року німецьким хіміком Ріхардом Куном. Однак, до завершення Другої світової війни його повномасштабне виробництво так і не було поставлене.
Має міжнародне позначення GD (США), трилон (Німеччина). У США та країнах НАТО боєприпаси із зоманом кодуються трьома зеленими кільцями і написом GD GAS.
У 1993 році, в результаті підписання Конвенції про хімічну зброю, використання зоману як хімічної зброї було заборонено. Його включили до списку 1, котрий регламентує виробництво та обіг небезпечних речовин.

## Фізичні властивості
Чистий пінаколінметилфосфонат є безбарвною рідиною із камфорним запахом, густиною 1,0131 г/см³. Технічний продукт через наявні домішки може мати жовтувато-солом'яний колір.
Зоман обмежено розчиняється у воді, не більше 2,1% при 20 °C, однак навіть при незначній концентрації вода все одно стає непридатною для вживання. Необмежено розчиняється в органічних розчинниках.
Зоман не переганяється за атмосферного тиску. Легко адсорбується пористими матеріалами (деревиною, бетоном, цеглою, тканиною), вбирається пофарбованими поверхнями і гумою. Здатність адсорбуватися вища, ніж у зарину.
Леткість зоману складає: 531 мг/м³ (0 °C), 3900 мг/м³ (20 °C), 5570 мг/м³ (25 °C).

## Отримання
Для зоману є придатною та ж сама схема синтезу, що і для зарину. Вихідними речовинами є хлоро- та фтороангідриди метилфосфонової кислоти, а також пінаколіновий спирт (3,3-диметилбутан-2-ол):
{\displaystyle \mathrm {CH_{3}P(O)F_{2}+CH_{3}CH(OH)C(CH_{3})_{3}\longrightarrow CH_{3}P(O)(F)OCH(CH_{3})C(CH_{3})_{3}+HF} }
Спирт отримують відновленням амальгамою натрію або каталітичним гідруванням воднем пінаколіну:
{\displaystyle \mathrm {CH_{3}C(O)C(CH_{3})_{3}+2NaHg_{n}+2H_{2}O\longrightarrow CH_{3}CH(OH)C(CH_{3})_{3}+2NaOH+nHg} }
{\displaystyle \mathrm {CH_{3}C(O)C(CH_{3})_{3}+H_{2}\leftrightarrows CH_{3}CH(OH)C(CH_{3})_{3}} }
Пінаколін, в свою чергу, синтезують з ацетону електрохімічним шляхом, переводячи його в пінакон із подальшим перегрупуванням:
{\displaystyle \mathrm {2(CH_{3})_{2}CO{\xrightarrow {+2H^{+}+2e^{-}}}(CH_{3})_{2}C(OH)C(OH)(CH_{3})_{2}{\xrightarrow {+H^{+}+H_{2}O}}CH_{3}C(O)C(CH_{3})_{3}} }
Також пінаколіновий спирт можна отримати за реакцією Гріньяра — з трет-бутилмагнійгалогеніду та етаналю:
{\displaystyle \mathrm {(CH_{3})_{3}MgBr+CH_{3}CHO+H_{2}O\longrightarrow CH_{3}CH(OH)C(CH_{3})_{2}+MgO\cdot HBr} }

## Хімічні властивості
Гідроліз зоману відбувається аналогічно до гідролізу зарину: із утворенням нетоксичного піноколілового етеру метилфосфонової кислоти:
{\displaystyle \mathrm {CH_{3}P(O)(F)OCH(CH_{3})C(CH_{3})_{3}+H_{2}O\longrightarrow CH_{3}P(O)(OH)OCH(CH_{3})C(CH_{3})_{3}+HF} }
Швидкість реакції залежить від концентрації іонів H+. У водних розчинах зоман найбільш стійкий за pH 4–6 — у цьому випадку він гідролізується наполовину лише за 10 діб. Для повного розкладання зоману концентрацією 100 мг/л при 18 °C знадобиться близько 2,5 місяців. У нейтральному середовищі (pH 1) він гідролізується наполовину за 82,5 годин (20 °C) і 41 годину (30 °C). За pH 2 і температури 30 °C цей показник знижується до 6,5 годин. Сильно зростає швидкість розкладання у лужному середовищі: при 20 °C і pH 7,6 напівгідроліз триває 1 добу, а при pH 10 — лише 12 хвилин. Саме тому рекомендується проводити дегазацію сильнолужними розчинами (із pH не нижче 10).
Взаємодія зоману із амінами та аміаком проходить повільніше, ніж у зарину. Із фенолятами та алкоголятами лужних металів утворюються нетоксичні етери метилфосфонової кислоти.

## Токсичність
Зоман приблизно у 3 рази токсичніший за зарин. Симптоми отруєння у них схожі, однак лікування у випадку отруєння зоманом є складнішим.
Відносно безпечними є концентрації не більше 7·10−7 мг/л. Дія зоману концентрацією 2·10−5 мг/л протягом 15 хвилин спричиняє отруєння. Симптомами ураження є судоми м'язів, параліч, міоз, сильна пітливість, підвищене слиновиділення. Такі симптоми з'являються при дії концентрації 10−4 протягом 1–2 хвилин. Абсолютно смертельною є концентрація вище 2·10−2 мг/л після 5 хвилин.
Зоман має здатність проникати до організму крізь шкіру. Небезпечними є концентрації 10–20 мг/кг маси тіла. Дози 0,02–0,04 мг/кг перорально смертельні.